# Turn Loose the Swans
Turn Loose the Swans drugi je studijski album britanskog doom metal-sastava My Dying Bride. Diskografska kuća Peaceville Records objavila ga je 11. listopada 1993.
Označio je radikalan odmak od prvog studijskog albuma, As the Flower Withers. Sviranje violine Martina Powella postalo je potpuno integrirano u zvuk sastava, dok je pjevač Aaron Stainthorpe miješao death metal death growl s izgovorenom riječi i često žalobnim pjevačkim glasom. Prva pjesma ("Sear Me MCMXCIII") i posljednja ("Black God") potpuno su odbacile gitare, bas i bubnjeve, dok je album također bio daleko sporiji i duži od svog prethodnika. Iz tih razloga, Turn Loose the Swans se često smatra važnim u razvoju death/doom-zvuka kojem je My Dying Bride pomogao u pionirstvu, a također nagovještava elemente gothic metala koji će dominirati njihovim kasnijim albumima.
Iako daleko od jednostavnih, tekstovi Aarona Stainthorpea bili su puno manje složeni od onih korištenih na As the Flower Withers. Izričito se bavio temama poput antikršćanstva i ljubavne čežnje. "Black God" uzeo je tekst iz posljednjih osam redaka pjesme "Ah! The Shepherd's Mournful Fate" škotskog pjesnika iz 18. stoljeća Williama Hamiltona.
Ilustraciju za izdanje dizajnirali su i izradili Aaron Stainthorpe i Andrew Craighan.

## Popis pjesama
Tekstovi i glazba: My Dying Bride. 
| 1.    | »Sear Me MCMXCIII«      | 7:24  |
| 2.    | »Your River«            | 9:24  |
| 3.    | »The Songless Bird«     | 7:00  |
| 4.    | »The Snow in My Hand«   | 7:09  |
| 5.    | »The Crown of Sympathy« | 12:15 |
| 6.    | »Turn Loose the Swans«  | 10:09 |
| 7.    | »Black God«             | 4:52  |
| 58:13 |                         |       |

| Bonus pjesme na reizdanju iz 2003. | Bonus pjesme na reizdanju iz 2003.  | Bonus pjesme na reizdanju iz 2003. | Bonus pjesme na reizdanju iz 2003. | Bonus pjesme na reizdanju iz 2003. | Bonus pjesme na reizdanju iz 2003. | Bonus pjesme na reizdanju iz 2003. | Bonus pjesme na reizdanju iz 2003. | Bonus pjesme na reizdanju iz 2003. | Bonus pjesme na reizdanju iz 2003. |
| Br.                                | Skladba                             | Trajanje                           |                                    |                                    |                                    |                                    |                                    |                                    |                                    |
| ---------------------------------- | ----------------------------------- | ---------------------------------- | ---------------------------------- | ---------------------------------- | ---------------------------------- | ---------------------------------- | ---------------------------------- | ---------------------------------- | ---------------------------------- |
| 8.                                 | »Le cerf malade«                    | 6:31                               |                                    |                                    |                                    |                                    |                                    |                                    |                                    |
| 9.                                 | »Transcending (Into the Exquisite)« | 8:39                               |                                    |                                    |                                    |                                    |                                    |                                    |                                    |
| 10.                                | »Your Shameful Heaven« (uživo)      | 5:56                               |                                    |                                    |                                    |                                    |                                    |                                    |                                    |
| 79:19                              |                                     |                                    |                                    |                                    |                                    |                                    |                                    |                                    |                                    |

## Zasluge
| My Dying Bride - Aaron – vokal, naslovnica, fotografije, umjetnički smjer - Andrew – gitara, umjetnički smjer - Calvin – gitara - Ade – bas-gitara - Martin – violina, klavijature - Rick – bubnjevi | Dodatni glazbenici - Zena – vokal (na pjesmi "Black God") Ostalo osoblje - Mags – inženjer zvuka, produkcija - Noel Summerville – mastering |